# Bismarcktanne
Die Bismarcktanne war eine bekannte Weißtanne des Bayerischen Waldes.
Sie stand in der Nähe von Zwieslerwaldhaus im Landkreis Regen. Ihre in etwa zehn Metern Höhe abgetrennte Stammscheibe befindet sich ebenso wie ein Stammstück im Waldmuseum Zwiesel.
Anhand der Jahresringe ist erkennbar, dass der Sämling um das Jahr 1515 entstand. Der Baum  erreichte fast 50 Meter Höhe und wies zuletzt einen Durchmesser von 165 Zentimetern auf. Im Jahr 1964 wurde die Bismarcktanne durch eine Windbö umgeworfen. Sie lieferte 36 Festmeter Holz.